# 센티멘탈 시너리
센티멘탈 시너리(영어: Sentimental Scenery)는 대한민국의 시부야계 그룹으로, 전자 음악가이자, 가수인 김경용의 솔로 유닛이다. 드라마 OST, 광고 음악 등에 참여하며 요조나 타루 등의 같은 소속사 출신의 가수들과 같이 음악 작업을 하면서 이름을 알렸다. 소울풀하우스 음악에서 자신의 보컬을 전면에 내세운 아쿠스틱 팝으로 장르를 넓혀가고 있다.  그의 음악은 세련되면서도 감성적이라는 것이 특징이다. ky라는 이름으로 뉴에이지 음악가로 활동한 전력이 있다.